# Mario Cvitanović
Mario Cvitanović (Zagreb, 6 mei 1975) is een Kroatisch gewezen voetballer.

## Loopbaan
Cvitanović begon zijn professionele carrière bij GNK Dinamo Zagreb. Met deze ploeg werd hij viermaal landskampioen. Daarna trok hij naar Italië waar hij onder andere bij Verona, Venezia, Genonder andere en Napoli speelde. Vanaf 2004 tot juni 2006 was hij onder contract bij de Belgische eersteklasser Germinal Beerschot. Daarna keerde hij terug naar GNK Dinamo Zagreb In januari 2007 vertrok hij naar Energie Cottbus. Cvitanović was een talentvol verdediger, sterk in de lucht en het uitverdedigen. Hij werd vijftien keer geselecteerd voor het Kroatisch voetbalelftal, en kwam tot een totaal van negen interlands voor zijn vaderland.
Als voetbalcoach was Cvitanović jeugdtrainer bij het huidige NK Sesvete en ook assistent-trainer bij de Kroatische club onder hoofdtrainer Dinko Jeličić. Daarna vertrok de Kroaat naar NK Zagreb, waar hij assistent-trainer was onder Luka Bonačić en de Bosnisch-Kroatisch voetbaltrainer Miroslav Blažević. In het tijdperk van Krunoslav Jurčić bij GNK Dinamo Zagreb was Cvitanović scout voor Olympique Lyonnais in de UEFA Champions League. Momenteel werkt Cvitanović bij de Kroatische voetbalbond, als scout voor het Kroatisch voetbalelftal, nadat hij samen met Andrej Panadić in februari 2014 werd toegevoegd aan de staf van bondscoach Niko Kovač.

## Statistieken

### Club[2]
| seizoen | club               | land      | competitie                 | wed. | goals |
| ------- | ------------------ | --------- | -------------------------- | ---- | ----- |
| 1996/97 | GNK Dinamo Zagreb  | Kroatië   | 1. Hrvatska Nogometna Liga | 12   | 1     |
| 1997/98 | GNK Dinamo Zagreb  | Kroatië   | 1. Hrvatska Nogometna Liga | 23   | 0     |
| 1998/99 | GNK Dinamo Zagreb  | Kroatië   | 1. Hrvatska Nogometna Liga | 28   | 1     |
| 1999/00 | GNK Dinamo Zagreb  | Kroatië   | 1. Hrvatska Nogometna Liga | 24   | 1     |
| 2000/01 | AC Venezia Calcio  | Italië    | Serie B                    | 0    | 0     |
| 2001/02 | AC Venezia Calcio  | Italië    | Serie A                    | 7    | 0     |
| 2002/03 | Genoa CFC          | Italië    | Serie B                    | 33   | 0     |
| 2003/04 | SSC Napoli         | Italië    | Serie B                    | 9    | 0     |
| 2004/05 | Germinal Beerschot | België    | Jupiler League             | 25   | 1     |
| 2005/06 | Germinal Beerschot | België    | Jupiler League             | 19   | 1     |
| 2006/07 | GNK Dinamo Zagreb  | Kroatië   | 1. Hrvatska Nogometna Liga | 17   | 2     |
| 2006/07 | Energie Cottbus    | Duitsland | 1. Bundesliga              | 17   | 0     |
| 2007/08 | Energie Cottbus    | Duitsland | 1. Bundesliga              | 31   | 0     |
| 2008/09 | Energie Cottbus    | Duitsland | 1. Bundesliga              | 19   | 0     |
| Totaal  | Totaal             | Totaal    | Totaal                     | 264  | 7     |

### Land
| №                                     | Datum      | Wedstrijd            | Uitslag | Competitie           | Goals |
| ------------------------------------- | ---------- | -------------------- | ------- | -------------------- | ----- |
| 1.                                    | 10-10-1998 | Malta – Kroatië      | 1-4     | EK-kwalificatie 2000 | 0     |
| 2.                                    | 10-02-1999 | Kroatië – Denemarken | 0-1     | Vriendschappelijk    | 0     |
| 3.                                    | 13-06-1999 | Kroatië – Egypte     | 2-2     | Vriendschappelijk    | 0     |
| 4.                                    | 16-06-1999 | Kroatië – Mexico     | 2-1     | Vriendschappelijk    | 0     |
| 5.                                    | 19-06-1999 | Zuid-Korea – Kroatië | 1-1     | Vriendschappelijk    | 0     |
| 6.                                    | 26-02-2000 | Kroatië – Spanje     | 0-0     | Vriendschappelijk    | 0     |
| 7.                                    | 16-08-2000 | Slowakije – Kroatië  | 1-1     | Vriendschappelijk    | 0     |
| 8.                                    | 28-02-2001 | Kroatië – Oostenrijk | 1-0     | Vriendschappelijk    | 0     |
| 9.                                    | 24-03-2001 | Kroatië – Letland    | 4-1     | WK-kwalificatie 2002 | 0     |
| Totaal                                | Totaal     | Totaal               | Totaal  | Totaal               | 0     |
| Laatst bijgewerkt op 27 februari 2014 |            |                      |         |                      |       |